# 联合国安全理事会第21号决议
联合国安理会21号决议是于1947年4月2日在联合国安全理事会第124次会议上一致通过的。
决议决定将原在日本受国际联盟委任统治下的赤道以北太平洋上诸岛屿委托美国进行管理，美国对这些岛屿享有行政、立法和司法全权，并可在岛上推行美国法律并建立军事基地。但统治方须按照《联合国宪章》第83条的要求，逐渐促进这些岛屿向自治或独立发展，并保证岛民享有一系列的自由权利。管理当局还应保证联合国各会员国以及其国民在这些岛屿上享有平等权利（管理者本身不在其列）。